# William Howard Stein
William Howard Stein (Nova York, EUA 1911 - íd. 1980) fou un químic, bioquímic i professor universitari estatunidenc guardonat amb el Premi Nobel de Química l'any 1972.

## Biografia
Va néixer el 25 de juny de 1911 a la ciutat de Nova York. Va estudiar química a la Universitat Harvard, on es llicencià el 1930, i posteriorment es doctorà a la Universitat de Colúmbia el 1939. A la Universitat Rockefeller de Chicago va iniciar la seva recerca sota la direcció de Max Bergmann, al costat de Stanford Moore i, posteriorment, fou nomenat catedràtic de bioquímica.
Stein morí el 2 de febrer de 1980 a la seva residència de Nova York.

## Recerca científica
Al costat de Stanford Moore va assolir completar la seqüència de la molècula de la ribonucleasa, observant la naturalesa i ordre dels seus cent vint-i-cinc aminoàcids. Aquest fou el primer enzim del qual quedava definitivament clarificada la seva estructura.
L'any 1972 li fou concedit la meitat del Premi Nobel de Química, que compartí amb Stanford Moore, pels seus treballs sobre la relació entre l'estructura química i l'activitat catalítica del nucli de les molècula de la ribonucleasa. L'altra meitat del premi recaigué en els treballs independents de Christian Boehmer Anfinsen sobre la ribonucleasa.